# Broa de Avintes

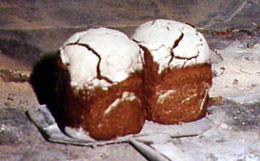
Broa de Avintes a sair do forno de lenha.

A broa de Avintes, também designada como boroa de Avintes (especialmente pelos habitantes de Avintes, freguesia de Vila Nova de Gaia — por esta razão também designada como a "terra da broa") é um dos tipos de pão com maior tradição em Portugal e que é bastante consumido no Norte de Portugal.

## Definição e Produção
É um pão castanho-escuro e muito denso, com um sabor distinto e intenso, agridoce, feito com farinha de milho e centeio. Tem um processo de produção particularmente lento: coze cerca de cinco a seis horas no forno. Depois de cozido, é polvilhado de farinha. Tem, geralmente, o formato de uma torre sineira.

## História recente

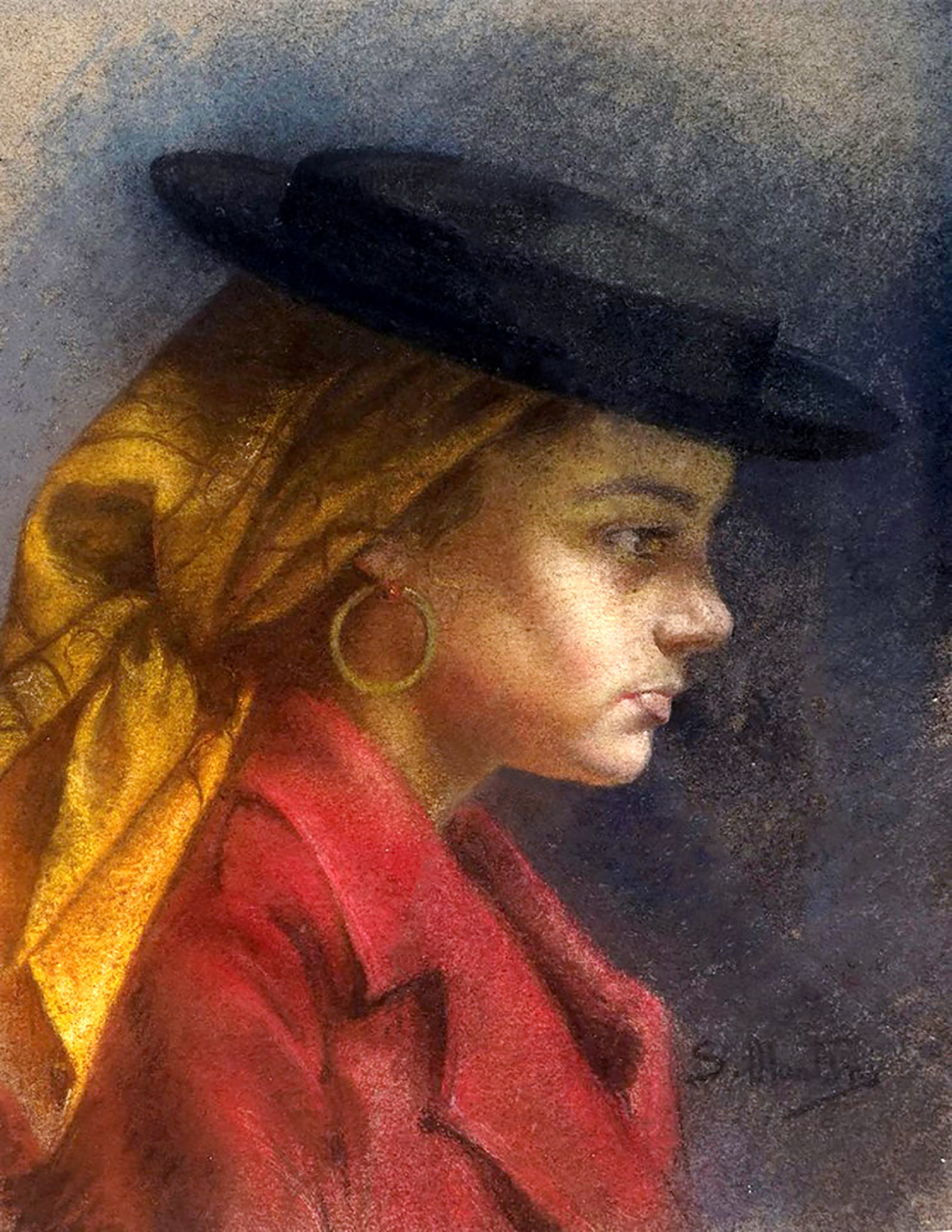
Rapariga de Avintes (1925), pintura de Sofia Martins de Souza. Em tempos idos, a broa era comercializada pelas mulheres da Avintes, envergando os seus trajes típicos.

Hoje em dia, a broa de Avintes é produzida mesmo fora da freguesia e com materiais de origem industrial. Os antigos moinhos de Avintes deixaram de ter relevância económica, contudo, a bem da tradição, o povo de Avintes tem mantido a sua produção artesanal, o que é sobejamente apreciado por consumidores que cada vez mais procuram produtos genuinamente tradicionais.

## O fazer e o comer
Ligados à sua produção estão os chamados "segredos" que, existindo ou não, residirão com certeza, no conhecimento de experiência feito dos panificadores de Avintes, bem como na escolha criteriosa dos materiais utilizados. Subsistem, também, algumas superstições relacionadas com a amassadura e cozedura, envolvendo rezas, como acontece, aliás, no resto de Portugal quando se faz pão à moda antiga.
Pode também ser servida frita — por exemplo, por altura do Natal, é uma das comidas típicas em alguns lares nortenhos. É ainda utilizada como base para diversas entradas, como coentros com broa de Avintes. É particularmente apreciada com presunto (de preferência, também produzido artesanalmente) e com caldo verde.

## A Festa e a Confraria
Todos os anos, na última semana de Agosto, a vila celebra, desde 1988, a festa da broa. Formou-se, entretanto, uma confraria para defender o produto que se encontra em processo de certificação oficial e internacionalização.